# 篠原成美
篠原成美（日语：／ Shinohara Narumi，5月24日—）是一名日本女性聲優，埼玉縣埼玉市出身。自由身。

## 經歷
2018年11月20日，自當時所屬的RME事務所退所。在經歷自由接案的時期後，於2021年1月1日加入FIRST WIND production擔任準所屬成員。但於2022年10月底再次退所，並重新以自由身進行活動。

## 演出作品
※粗體字為主要角色。

### 電視動畫
2019年
- 碧藍航線（格里德利、白露）

2020年
- 少女前線人形小劇場 狂亂篇（M1895）

### 網路動畫
2019年
- 恐龍女孩

2022年
- 蔚藍檔案「beautiful day dreamer」（豐見亞都梨）

### 遊戲
- 神代夢華譚（オモイカネ、アーサー）

2015年
- Final Fantasy水晶編年史（死靈魔女）

2017年
- 碧藍航線（格里德利、白露）
- THE NEW GATE（ビジー・ローレット）

2018年
- 少女前線（納干M1895）
- 封神英雄（金靈聖母、碧雲童子）
- （井伊直虎）
- 虛構少女-E.G.O-（龍明）

2019年
- 碧藍航線 Crosswave（白露）
- 霹靂無雙（金身猴童）

2020年
- 銀翼計劃（F2000[5]）
- ASH ARMS - 灰燼戰線-（M40自走砲）

2021年
- 蔚藍檔案（豐見亞都梨[6]）
- 少女迴戰（杜甫[7]、龐統）

2023年
- 守望傳說（妖精[8]、[9]、[10])

## 外部連結
- Narumi Room
- 篠原 なるみの名刺，存于 - HTML名片
- 篠原成美的X（前Twitter）
- FIRST WIND production準所属時の公式プロフィール，存于
- RME所属時の公式プロフィール，存于